# Archibald Motley
Archibald Motley né le 7 octobre 1891 à la Nouvelle Orléans (Louisiane) et mort le 16 janvier 1981 à Chicago (Illinois) est un peintre américain, l'une des figures majeures du mouvement dit de la Renaissance de Harlem.

## Biographie

### Jeunesse et formation
Archibald John Motley, Jr est le fils d'un couple afro-américains de la classe moyenne, son père, Archibald Motley, Sr, tient une épicerie et sa mère Mary Huff est une institutrice. En 1894, la famille Motley emménage à Chicago, son père trouve un emploi de porteur pour la Pullman Company. La famille est accompagnée par la grand-mère paternelle d'Archibald Motley née dans la condition d'esclave.  Archibald Motley poursuit ses études secondaires à la Englewood Technical Prep Academy (en) d'Englewood dans la banlieue sud de Chicago. En 1914 il est accepté à la School of the Art Institute of Chicago (SAIC) d'où il sort diplômé en 1918. Il poursuit ses études en suivant des cours auprès de George Bellows qui sera son maître et l'engagera dans un style réaliste,,,,,.

### Carrière
Archibald Motley va consacrer sa vie d'artiste à dépeindre le monde vivant de la « Black Belt »  quartier animé de Bronzeville à Chicago, connu pour sa musique et sa vie nocturne. Des années 1920 aux années 1940, lorsque les Afro-Américains étaient rarement représentés dans l'art de façon valorisée, Motley s'est délibérément concentré sur eux en tant que sujets de portraits élégants et de scènes valorisantes, gagnant rapidement des éloges dans le monde de l'art qui était à l'époque dominé par les Blancs. 
Cette valorisation se fait dans un contexte socio-économique où les chances d'ascension sociale était faible pour les Afro-Américains, un des moyens de se distinguer était d'avoir un comportement et une mise faits d'élégance, de « classe ». 
Au delà de ces considérations Archibald Motley, refuse d'être cantonné dans un « art nègre », il revendique la possibilité pour un Afro-Américain de sortir des thèmes habituellement consacré à l'« art nègre » qui ne serait qu'une forme dégradée de l'art, et donc de s'engager pleinement dans les voies que lui offrent l'Art comme pour tout autre artiste blanc. 
En 1924, lorsqu'il épouse une femme blanche, Edith Granzo, l'un comme l'autre font l’expérience du racisme par la réprobation que suscite leur mariage mixte. 
En 1925, il se fait connaître par deux toiles : Mending Socks et Syncopation qui lui font obtenir chacune un prix, le Frank G. Logan Prize et le Joseph Eisendrath Award qui lui rapportent la somme de 200 $ et qui attirent l'attention d'un critique d'art français qui va le faire connaître de l'autre côté de l'Atlantique,.  
Après ses études au SAIC il connaît rapidement le succès ce qui lui vaut d’obtenir une bourse Guggenheim en 1929 qui lui permet de suivre des études à Paris. De retour aux États-Unis, il enseigne à l' Université Howard à partir de 1933 et travaille pour le Federal Art Project (FAP)  dans le cadre de la Works Progress Administration, programme du New Deal.   

### Vie personnelle
En 1924, il épouse Edith Granzo qui meurt en 1948, le couple donne naissance à seul enfant Archibald J. Motley III,,.
Archibald Motley est inhumé au cimetière catholique de Mount Olivet à Chicago.

## Archives
Les archives d'Archibald Motley sont déposées et consultables aux Archives of American Arts dépendant de la Smithsonian Institution.

## Œuvres (sélection)
- 1919 : Portrait Of My Mother[16]
- 1920 : Self Portrait[17],
- 1921 : Portrait of the Artist's Father[18],
- 1922 : Portrait of My Grandmother[19],
- 1924 : The Mulatress[20], Mending Socks[21],
- 1925 : Octoroon Girl[22],
- 1926 : Cocktails[23],
- 1927 : Stomp[24],
- 1928 : Landscape Arkansas[25],
- 1929 : Blues[26],
- 1930 : Portrait of Mrs. A.J. Motley, Jr.[5]
- 1931 : Brown Girl After the Bath[27],
- 1933 : Self-Portrait[28],
- 1934 : Barbecue[29], Black Belt[30],
- 1935 : Saturday Night[31],
- 1936 : The Picnic[32],
- 1937 : Carnival[33],
- 1941 : Sunday in the Park[34],
- 1943 : Nightlife[35],
- 1945 : Christmas Eve[36],
- 1946 : Extra Paper State Street Scene[37],
- 1948 : Gettin Religion[38],
- 1949 : Bronzeville at Night[39],
- 1959 : Backstage[40],
- 1961 : Hot Rhythm[41],
- 1972 : The First One Hundred Years[42]

## Prix et distinctions
- 1929 : boursier de la fondation John-Simmon-Guggenheim[11].

#### Essais
- (en) Jontyle Theresa Robinson et Wendy Greenhouse, The Art of Archibald J. Motley, Jr., Chicago Historical Society, 1er octobre 1991, 163 p. (ISBN 978-0-913820-15-5).
- (en) Denise Jordan, Harlem Renaissance Artists, Heinemann Educational Books, 2002, rééd. 10 février 2003, 67 p. (ISBN 978-1-58810-649-0, lire en ligne), p. 38-41. .
- (en) Amy M. Mooney, Archibald J. Motley Jr., Pomegranate Communications, 30 août 2004, 116 p. (ISBN 978-0-7649-2886-4, lire en ligne). .
- (en) Richard J. Powell, Archibald Motley : Jazz Age Modernist, Duke University Press Books, 10 février 2014, 176 p. (ISBN 978-0-938989-37-0).
- (en) Phoebe Wolfskill, Archibald Motley Jr. and Racial Reinvention : The Old Negro in New Negro Art, Urbana, University of Illinois Press, 3 août 2017, 248 p. (ISBN 978-0-252-04114-3).

#### Articles
- (en-US) Wendy Greenhouse, « An Early Portrait by Archibald J. Motley, Jr. », The American Art Journal, Vol. 29, No. 1/2,‎ 1998, p. 97-102 (6 pages) (lire en ligne).
- (en-US) Amy M. Mooney, « Representing Race: Disjunctures in the Work of Archibald J. Motley, Jr », Art Institute of Chicago Museum Studies, Vol. 24, No. 2,‎ 1999, p. 162-179+262-265 (22 pages) (lire en ligne).
- (en-US) Phoebe Wolfskill, « Caricature and the New Negro in the Work of Archibald Motley Jr. and Palmer Hayden », The Art Bulletin, Vol. 91, No. 3,‎ septembre 2009, p. 343-365 (23 pages) (lire en ligne).